# Bisaltes stramentosus
Bisaltes stramentosus es una especie de escarabajo longicornio del género Bisaltes, subfamilia Lamiinae. Fue descrita científicamente por Breuning en 1939.
Se distribuye por Bolivia. Posee una longitud corporal de 12 milímetros.